# 克里斯托夫崖

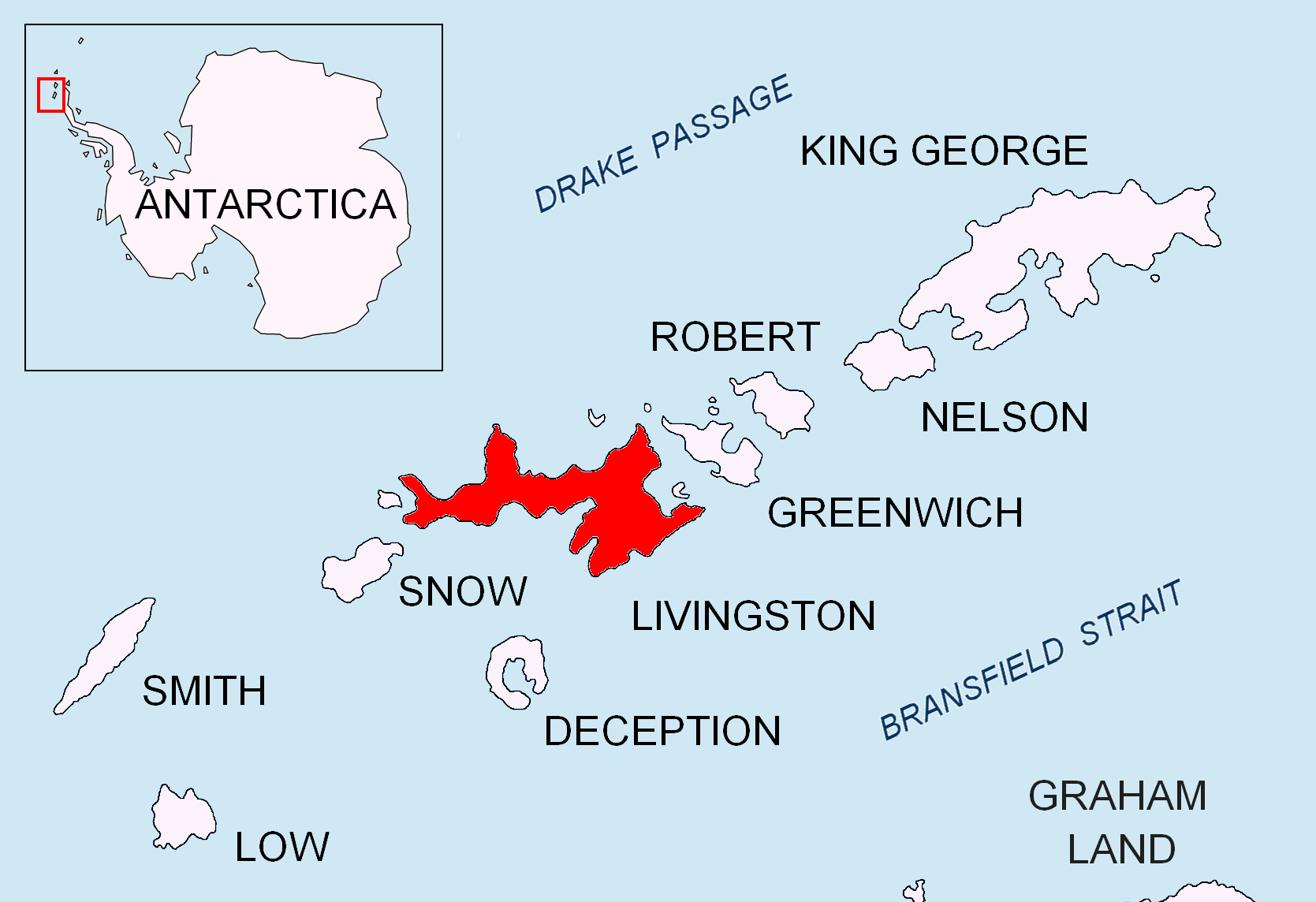

克里斯托夫崖（Christoff Cliff），是南極洲的山崖，位於南設得蘭群島的利文斯頓島東部，處於瑟迪卡峰東南面2公里、拉迪奇科夫峰西南面2.7公里和錫利斯特拉海穹東南面2.4公里，海拔高度超過300米，以保加利亞歌手命名，現時由南極條約體系管理。
62°42′00″S 60°03′30″W / 62.70000°S 60.05833°W